# Katastrofa lotu LATAM Perú 2213
Katastrofa lotu LATAM Perú 2213 – katastrofa z udziałem samolotu odbywającego regularny krajowy lot pasażerski z portu lotniczego Lima-Jorge Chávez do portu lotniczego Juliaca-Inca Manco Capac. 18 listopada 2022 r. Airbus A320neo, obsługiwany przez linię LATAM Perú (w imieniu LATAM Chile), startował z portu lotniczego Lima-Jorge Chávez, kiedy zderzył się z wozem strażackim przecinającym pas startowy, zabijając dwóch strażaków i raniąc trzeciego. Wszystkich 102 pasażerów i sześciu członków załogi uciekło z samolotu, ale 40 zostało rannych.
Samolot został uszkodzony oraz szkody zostały uznane za nie do naprawienia.

## Katastrofa
Lot 2213 miał wylecieć z portu lotniczego Lima-Jorge Chávez o 14:55 czasu peruwiańskiego (19:55 UTC) i przylecieć do portu lotniczego Juliaca-Inca Manco Capac o 16:30 czasu peruwiańskiego (21:30 UTC). METAR w porcie lotniczym Lima-Jorge Chávez zgłosił wiatr południowy o prędkości 20 km/h oraz widoczność co najmniej 10 km.
Samolot rozpoczął rozbieg z pasa nr 16 o godzinie 15:11. Podczas rozbiegu wiele lotniskowych wozów ratunkowych oraz wozów strażackich podczas planowanego ćwiczenia awaryjnego przecięło pas startowy przed startującym samolotem. Piloci próbowali jak najszybciej wystartować, próbując uniknąć kolizji – mieli jednak za małą prędkość, aby wystartować, przez co zderzyli się z wozem strażackim. Film opublikowany w mediach społecznościowych ukazuje moment, w którym samolot zderzył się z wozem strażackim, w wyniku czego prawy silnik samolotu oraz prawe podwozie opadło.

## Samolot
Samolot biorący udział w wypadku to pięcioletni Airbus A320neo o numerze seryjnym 7864, zarejestrowany jako CC-BHB. Został dostarczony do LATAM Chile w listopadzie 2017 r. Samolot był napędzany dwoma silnikami Pratt & Whitney PW1127G. Samolot został uszkodzony nie do naprawienia, a następnie został odpisany na straty.

## Następstwa
W wyniku wypadku co najmniej cztery loty zostały przekierowane na pobliskie lotniska. Port lotniczy w Limie oświadczył, że pas startowy został zamknięty do 20 listopada. Piloci samolotu zostali aresztowani wkrótce po wypadku i przetrzymywani w areszcie do następnego dnia, co skłoniło Międzynarodową Federację Stowarzyszeń Pilotów Linii Lotniczych w Peru (IFALPA) do skrytykowania peruwiańskiego rządu za działanie niezgodne z wytycznymi Organizacji Międzynarodowego Lotnictwa Cywilnego, mówiąc, że aresztowanie i zatrzymanie były „niezwykle szkodliwe dla bezpieczeństwa lotów i mogą jedynie utrudnić śledztwo”. IFALPA powiedział, że aresztowanie może stworzyć publiczne wrażenie, że wypadek został celowo spowodowany przez pilotów, a nie przez „problemy techniczne lub ciąg błędów wynikających z wielu czynników”.

## Dochodzenie
Wypadek jest badany przez Komisję Badania Wypadków Lotniczych (CIAA) z pomocą francuskiego Biura Śledczego i Analiz Bezpieczeństwa Lotnictwa Cywilnego (BEA). Rejestratory lotu zostaną wysłane do Francji w celu ich analizy.